# Mark Paston
Mark Nelson Paston (13 de dezembro de 1976) é um ex-futebolista neozançades que atuava como goleiro. Tornou-se ídolo neozelandês ao defender uma cobrança de pênalti contra a Seleção do Bahrein de Futebol válida pelas qualificações à copa da África do Sul em 2010. Após este feito, sua seleção classificou-se ao mundial de 2010 após longos 28 anos (desde a copa de 1982 na Espanha) sem participar da maior competição internacional de futebol.
Mark Paston é considerado um dos maiores jogadores da seleção neozelandesa, é um dos melhores goleiros da seleção junto com Glen Moss